# دروغگوی زیبا (آلبوم ویکس ال آر)
دروغگوی زیبا اولین مینی آلبوم گروه کره‌ای ویکس ال آر، یعنی زیرگروه گروه ویکس می‌باشد که در تاریخ ۱۷ اوت ۲۰۱۵ تحت نظر کمپانی جلی‌فیش منتشر شد.

## پس زمینه
در ۷ آگوست ۲۰۱۵، کمپانی جلی‌فیش تریلری را منتشر کرد که طی آن تمامی اعضا ناپدید شدند و فقط لئو و راوی باقی ماندند که همین باعث گمانه‌زنی‌های طرفداران راجع به تشکیل یک زیرگروه شد که در نهایت، تشکیل ویکس ال آر از جانب کمپانی تأیید شد. همراه با انتشار عکس‌ها و تیزرها، در نهایت تأیید شد که ویکس ال آر، اولین زیرگروه گروه ویکس خواهد بود که متشکل از رپر راوی و ووکالیست لئو می‌باشد. بعد از انتشار موزیک ویدیو در کانال یوتیوب رسمی ویکس، در نهایت آلبوم آن‌ها در ۱۷ اوت ۲۰۱۵ منتشر شد.

## آهنگسازی
این آلبوم شامل ۵ آهنگ و یک آهنگ بی‌کلام می‌باشد که تمامی آن‌ها توسط لئو یا راوی آهنگسازی شده‌اند. آهنگ اصلی با نام «دروغگوی زیبا» توسط راوی، کیم جی هیانگ و ریمر نوشته و توسط راوی و ملودیزاین آهنگسازی شده، هم‌چنین تنظیم این آهنگ با اَس‌برس و چو یونگ هو بوده‌است. آهنگ بعدی با نام «به یاد بیار» توسط راوی نوشته و تنظیم آن با کی گن بوده‌است. آهنگ سوم با عنوان «حرف‌هایی برای گفتن» آهنگ تکی لئو می‌باشد که توسط خودش نوشته و آهنگسازی شده‌است. آهنگ چهارم با نام «روح» آهنگ تکی راوی می‌باشد که توسط خودش نوشته شده و آهنگسازی آن هم به عهدهٔ خود او و چو یونگ هو بوده‌است. در نهایت آهنگ پنجم توسط لئو و راوی نوشته شده و آهنگسازی آن با لئو و ملودیزاین بوده که کل ویکس با یکدیگر آن را خوانده‌اند.

## موزیک ویدیو
موزیک ویدیوی این آهنگ، موزیک ویدیویی بسیار احساسی است، نشان دهندهٔ عشقی بین یک مرد و زن است که در آن لئو، کارت دعوت عروسی از عشقش دریافت می‌کند. در این موزیک ویدیو لئو با دو شخصیت نشان داده می‌شود: واقعیت و دروغ. شخصیت دروغین شخصیت لئو است که که تلاش می‌کند به عشقش اجازهٔ رفتن دهد و او را به فراموشی بسپارد. اما واقعیت شخصیت راوی است که تلاش می‌کند او را نگه دارد و در واقع به او نیاز دارد. در طی موزیک ویدیو، این دو شخصیت متفاوت در مجادله با یکدیگر هستند که در نهایت لئو بر راوی پیروز می‌شود و در نهایت او می‌پذیرد که دروغگویی بزدل است.

## پروموشن
ویکس ال آر شروع پروموشن‌هاس خود را از ۱۷ اوت ۲۰۱۵ شروع کرد و در موزیک شوهای بسیاری اجرا داشت. در ۱ سپتامبر ویکس ال آر اولین جایزهٔ خود را همراه با ۹۴۶۴ رای به خانه برد که باعث شد به عنوان دومین رکورد در امتیاز ثبت شود. اولین رکورد متعلق به گروه ویکس با آهنگ «خطا» می‌باشد. در نهایت پس از سه هفته حضور در برنامه‌های موسیقی، ویکس ال آر در ۴ سپتامبر استیج‌های خود را به پایان رساند. در ژانویه ۲۰۱۶ اعلام شد که ویکس ال آر شوکیسی در ژاپن خواهد داشت.

### شوکیس‌ها
| تاریخ          | محل برگزاری                 | محل         | کشور      |
| -------------- | --------------------------- | ----------- | --------- |
| ۱۷ اوت ۲۰۱۵    | سالن یس 24                  | مپ گو، سئول | کره جنوبی |
| ۶ ژانویه ۲۰۱۶  | سالن الماس ناگویا           | ناگویا      | ژاپن      |
| ۱۰ ژانویه ۲۰۱۶ | تویوسو پیت                  | توکیو       | ژاپن      |
| ۱۵ ژانویه ۲۰۱۶ | سالن دایره کسب و کار اوزاکا | اوزاکا      | ژاپن      |

## لیست آهنگ
※ آهنگ پررنگ شده، آهنگ اصلی آلبوم می‌باشد.
| شماره      | نام                                   | سراینده                 | آهنگساز         | تنظیم            | مدت   |
| ---------- | ------------------------------------- | ----------------------- | --------------- | ---------------- | ----- |
| ۱.         | «دروغگوی زیبا»                        | کیم جی‌هیانگ، ریمر، راوی | راوی، ملودیزاین | اَس‌برس، چو یونگ‌هو | ۳:۵۴  |
| ۲.         | «به یاد بیار»                         | راوی                    | راوی            | کی‌گِن             | ۳:۲۵  |
| ۳.         | «حرف‌هایی برای گفتن» (할 말) (تکی لئو) | لئو                     | لئو             | ملودیزاین        | ۳:۳۹  |
| ۴.         | «روح» (تکی راوی)                      | راوی                    | راوی            | چو یونگ‌هو، راوی  | ۳:۱۷  |
| ۵.         | «نورِ من» (توسط ویکس)                  | لئو، راوی               | لئو، ملودیزاین  | ملودیزاین        | ۳:۱۱  |
| ۶.         | «دروغگوی زیبا» (بی‌کلام)               |                         |                 |                  | ۳:۵۴  |
| مجموع مدت: | مجموع مدت:                            | مجموع مدت:              | مجموع مدت:      | مجموع مدت:       | ۲۲:۰۰ |

## نمودار عملکرد
| نمودار                                   | اوج وضعیت در نمودار | فروش           |
| ---------------------------------------- | ------------------- | -------------- |
| کره جنوبی (جدول هفتگی آلبوم‌های گائون)    | ۲                   | - کره: ۱۳۸,۲۶۷ |
| کره جنوبی (جدول هفتگی تک‌آهنگ‌های گائون)   | ۲۱                  | - کره: ۱۳۸,۲۶۷ |
| جهانی آمریکا (جدول هفتگی آلبوم‌های جهانی) | ۲                   | - کره: ۱۳۸,۲۶۷ |

## نامزدی‌ها و جوایز

### جوایز
| سال  | جایزه                    | دسته           | گیرنده       | نتیجه    |
| ---- | ------------------------ | -------------- | ------------ | -------- |
| ۲۰۱۵ | جوایز موسیقی آسیایی اِم‌نت | بهترین زیرگروه | دروغگوی زیبا | نامزدشده |
| ۲۰۱۵ | جوایز موسیقی آسیایی اِم‌نت | آهنگ سال       | دروغگوی زیبا | نامزدشده |
| ۲۰۱۵ | جوایز رادیویی کِی‌اِم‌سی     | بهترین زیرگروه | دروغگوی زیبا | برنده    |
| ۲۰۱۵ | جوایز رادیویی کِی‌اِم‌سی     | آهنگ سال       | دروغگوی زیبا | نامزدشده |

### جوایز برنامه‌های موسیقی
| آهنگ           | موسیقی نمایش | تاریخ          |
| -------------- | ------------ | -------------- |
| "دروغگوی زیبا" | د شو         | ۱ سپتامبر ۲۰۱۵ |

## تاریخ انتشار
| منطقه         | تاریخ       | فرمت                  | کمپانی        |
| ------------- | ----------- | --------------------- | ------------- |
| کره جنوبی     | ۱۷ اوت ۲۰۱۵ | سی دی، دانلود دیجیتال | جلی‌فیش ، سی‌جِی |
| در سراسر جهان | ۱۷ اوت ۲۰۱۵ | دانلود دیجیتال        | جلی‌فیش        |